# Faon

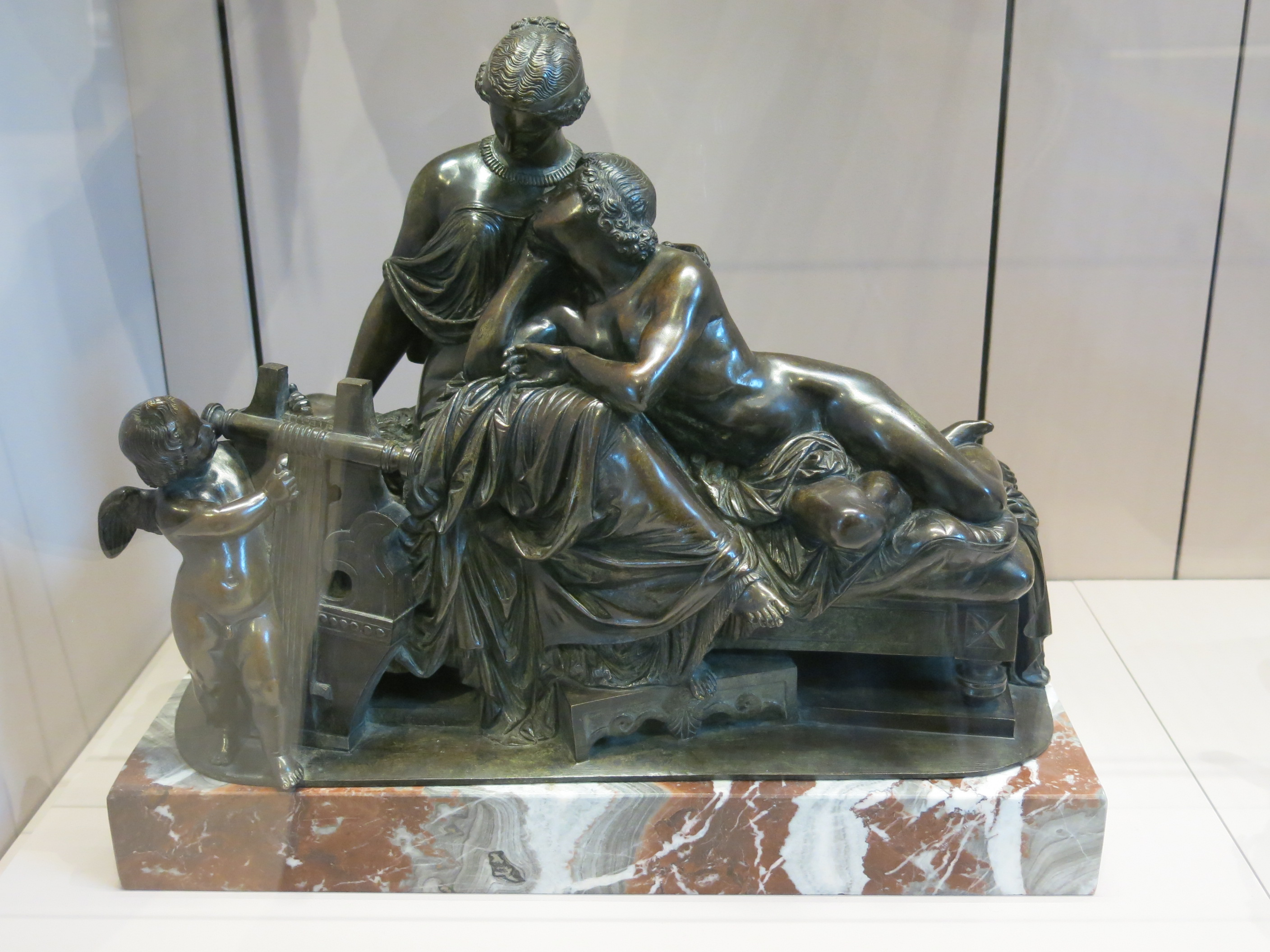
posąg faona

Faon (gr. Φάων), w mitologii greckiej przewoźnik z Mityleny na wyspie Lesbos. Był stary i niezbyt urodziwy, gdy spotkał Afrodytę. W zamian za przewiezienie do Azji Mniejszej (za które nie chciał zapłaty), bogini ofiarowała mu maść, dzięki której stał się młody i piękny.
Zgodnie z tym, co mówi mitologia, zakochała się w nim sama Safona. Przez jakiś czas byli kochankami, ale w końcu Faon zostawił poetkę. Zrozpaczona i wciąż zakochana w przewoźniku Safona rzuciła się do morza.

## Heroidy
W dziele Owidiusza zatytułowanym Heroidy, Faon jest adresatem jednego z listów, który pisze do niego Safona.